# 吴尚恩
吴尚恩（： Oh Sang Eun，1984年8月24日—），韓國女歌手。2001年加入韓國女子組合神飛樂團，2007年10月8日以Nemo為名而單獨復出，2017年參與綜藝節目《看見你的聲音》第四季，眾人才知其過去經歷。

## 音樂作品
- 神飛樂團專輯《15 TO 30》，2002年4月發行。
- 卡通「哆啦A夢」主題曲翻唱。
- 與文熙俊於其1輯唱片中合唱。

## 綜藝節目
- 2017年《看見你的聲音》第四季。